# フレシェット弾

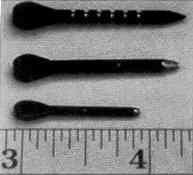
フレシェット弾の子弾。およそ1 - 1.3インチ（2.5 - 3.3cm）の長さ

フレシェット弾（フレシェットだん、英語: flechette）は、主に対人攻撃に用いられる小型の翼を持った矢のような形状の銃弾、およびそれらを子弾として多数内蔵した砲弾。報道等では主に後者の意で用いられる。フランス語でダーツを意味する fléchette に由来し、矢弾と呼ばれることもある。

## 概要
フレシェット弾はその形状によって対象を刺傷させることを目的とした兵器で、大きく単発型と散弾型に分類できる。単発型は小銃・水中銃などに装填し、単一のダーツ状の弾丸を火薬によって発射するもので、クロスボウとは異なる。散弾型は榴散弾などと同様に１つの弾体の中に複数の子弾を詰め込んだものであるが、子弾が球体ではなくダーツのような形状をしている点が異なる。
戦車砲などから発射されたフレシェット弾は時限信管により空中で炸裂し、発射方向に向けて円錐状に子弾を撒き散らすことで対象を攻撃する。一例としてM546 APERS-T砲弾は、弾体に１インチ（約2.5cm）の子弾を8,000本内蔵し、危害半径は150mに及ぶ。翼部分が折れることで創傷を拡大させることも多い。
なお、APFSDSのような対装甲用のものは通常フレシェット弾とは呼ばれない。

## 用途

### 砲弾
フレシェット弾は朝鮮戦争の戦訓から、散開した歩兵を攻撃するための砲弾として1957年に米ピカティニー・アーセナルと契約したワールプール・コーポレーションによって開発された。最初に開発されたのは105mm榴弾砲用のM546対人弾頭（anti-personnel tracer, APERS-T）で、曲射では効果が得にくいため、ほぼ直射に近い弾道で使用することを意図したものだった。
1966年のベトナム戦争中に初の実戦使用を迎え、子弾の降り注ぐ際に発せられる特異な風切り音からアメリカ軍では「蜂の巣弾（beehive rounds）」とあだ名された。北ベトナム軍歩兵の大規模な攻勢に対処するため、90mm、105mmといった戦車砲や106mm無反動砲用のものも開発されたが、キラー・ジュニアと呼ばれる曳火射撃技術の発展によって次第に廃れていき、現在では有効性の低さやおよそ100秒を要する信管設定の煩雑さから砲弾の生産は終了している。
のちにソ連軍では、122mm、152mmといった間接射撃用弾頭も開発された。 
イスラエル国防軍は、2006年のレバノン侵攻、2009年と2014年のガザ地区への侵攻において、戦車砲発射型のフレシェット弾を市街地で使用し、パレスチナ人ジャーナリストであるファデル・シャナを含む複数の非戦闘員を殺傷したとして国際的非難を浴びた。特に2014年のガザ地区侵攻時のフレシェット弾使用について、その弾道の不正確さから国際人道法に反する「非人道兵器」であるとアムネスティ・インターナショナルなどの人権団体は主張した。一方でイスラエル軍は、批判に対し「国際法に従って兵器を使用している」と反論している。

### 対地攻撃

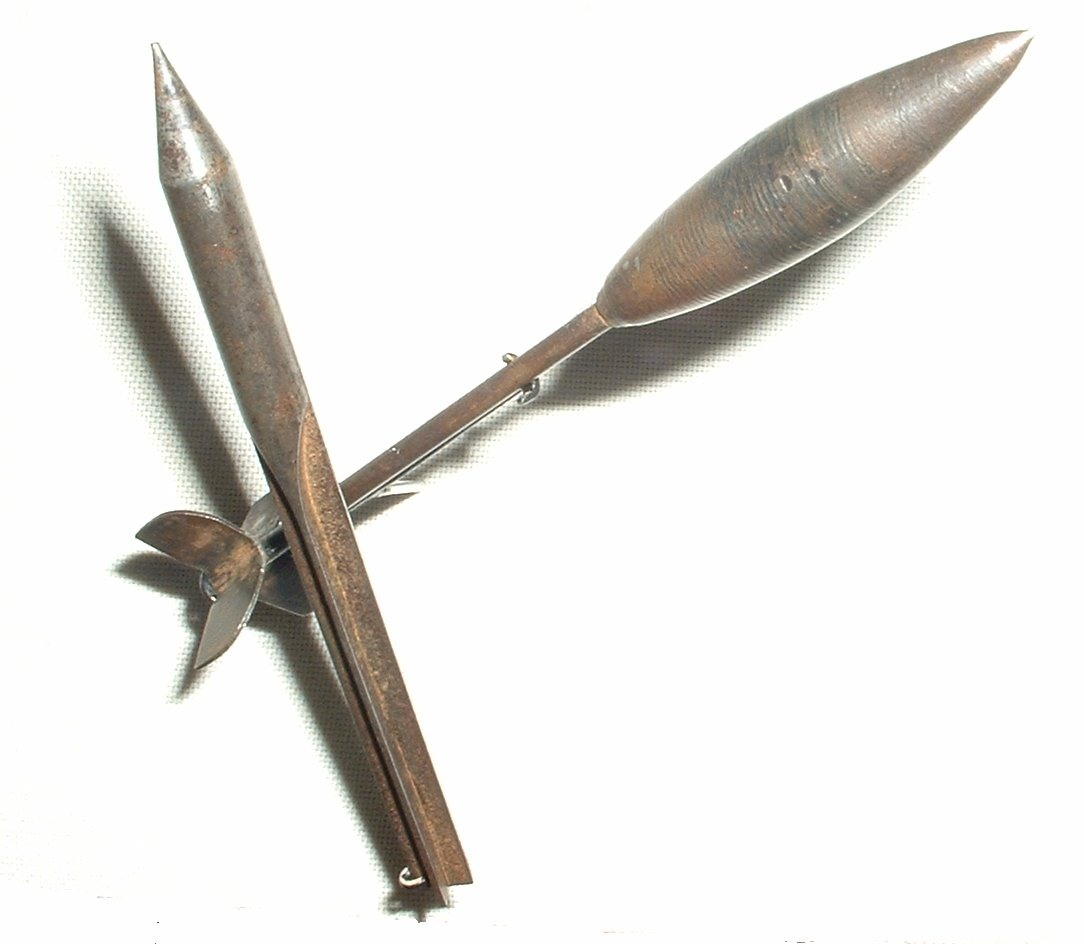
フランス軍のものと思われる投箭（1914年ごろ）

第一次世界大戦で用いられた投箭はフレシェット弾の原型ともいえるもので、はじめフランス軍によってドイツ軍兵士に対して使用された。次いでイギリス軍、ドイツ軍によって採用された。
攻撃ヘリコプターのAH-1やAH-64などに搭載されるハイドラ70ロケット弾には、M255、M255E1、WDU-4/A、WDU-4A/Aといったフレシェット弾を発射可能な対人弾頭（APERS）が存在する。
対地攻撃用ロケット弾CRV7に使用できるWDU-5002/B FAT（Flechette Anti-Tank：対戦車用フレシェット）は、タングステン合金で強化された鋼鉄製子弾5本でできており、10,000フィート （約3,000m）の距離からT-72の側面または上面の装甲を貫通できる。WDU-500X/B弾頭は、対人のみならず装甲兵員輸送車などの軽装甲車両やヘリコプターなどにも有効で、80本のタングステン製の子弾を放出し、1.5インチ（約3.8cm）の圧延装甲を貫通できる。

### 個人携行火器
1950年代にフォート・デトリックに所在する生物戦研究所（USBWL）で、7.62mm弾によく似た中空のフレシェット弾に薬液を充填し、化学兵器・生物兵器を直接注射するための兵器が開発された。当初液化したVXガスを使用する予定だったが、ボツリヌス毒素A型かサキシトキシン、あるいはその両方の混合液が使用され、M1 Biodart (E1) として採用された。これは Big Five Weapons と呼ばれる、アメリカ陸軍化学科特殊任務師団（Chemical Corps' Special Operations Division）が開発した5大化学・生物兵器のひとつだったが、政府の方針転換によりすべて廃棄処分された。

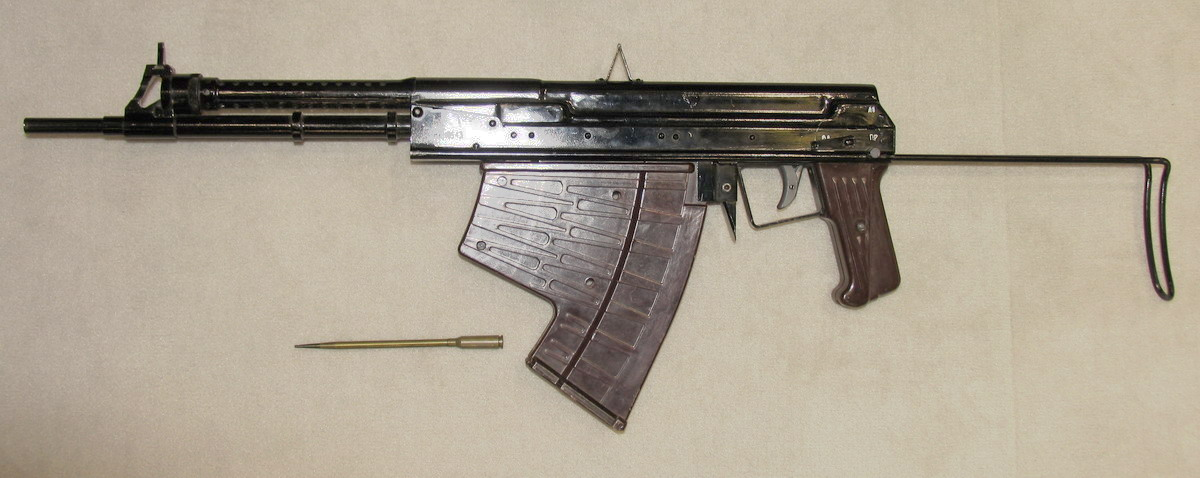
APS水中銃とその弾薬

通常兵器としては、ベトナム戦争時にアメリカ軍の12ゲージ散弾銃用に20発の子弾を発射できるショットシェルや、M79、M203などのグレネードランチャー向け40mm弾頭も開発された。アメリカ陸軍が1950年代から1990年にかけて行った各種の小火器開発プログラム（SALVO計画、NIBLICK計画、ACR計画）では、フレシェット弾を使用する高初速小銃も試作されたが、いずれも採用には至らなかった。
また、ソビエト連邦の開発したSPP-1水中拳銃やAPS水中銃はダート型の専用弾を発射するため、ニードルガンとも呼ばれる。